# Polnischer Fußballpokal
Der polnische Fußballpokal (polnisch Puchar Polski) ist der jährlich stattfindende nationale Fußball-Pokalwettbewerb für Männerfußball-Vereinsmannschaften in Polen. Es ist der zweitwichtigste polnische Fußballtitel nach der Meisterschaft in der Ekstraklasa, der höchsten polnischen Spielklasse, und wird vom polnischen Fußballverband PZPN organisiert. Das Turnier findet nach einem frühen Vorspiel 1925/26 seit 1950/51 regelmäßig statt.

## Modus

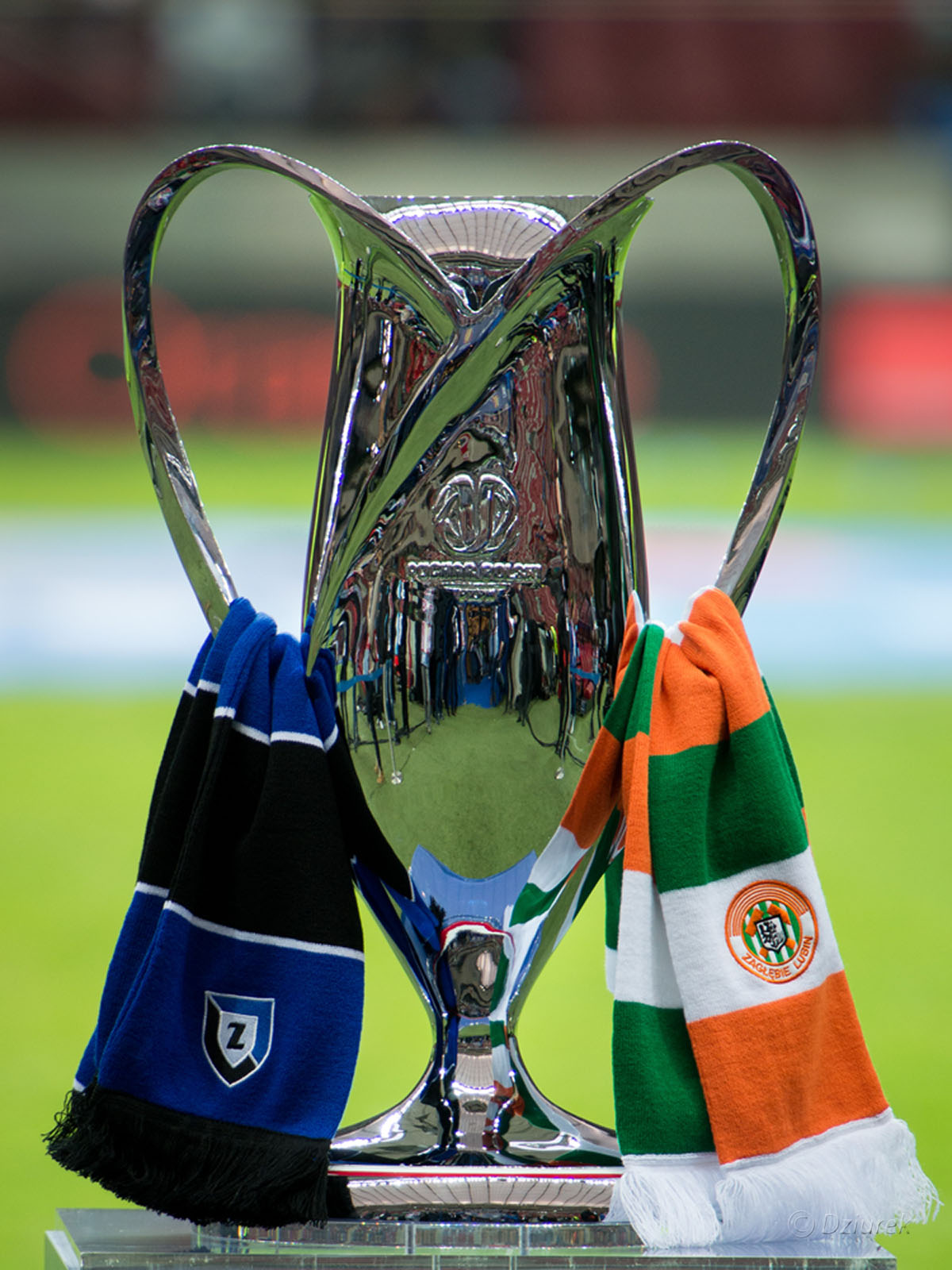
Die Pokaltrophäe beim Endspiel 2014

Jede Fußballmannschaft, die im polnischen Ligasystem spielt, hat Anspruch darauf, an dem Turnier teilzunehmen. Die Teams der niedrigeren Spielklassen müssen sich in regionalen Qualifikationsrunden für die Teilnahme qualifizieren. Diese Mannschaften spielen zusammen mit den Erst- und Zweitligisten in der Hauptrunde.
Jede Runde wird durch ein einziges Spiel im K.-o.-System gespielt, wobei die niederklassigere Mannschaft das Heimrecht besitzt. Das Finale wurde zwischen 2000 und 2006 sowie 2013 durch ein Hin- und Rückspiel entschieden. Seit 2014 ist das Warschauer PGE Narodowy Austragungsort des Endspiels. Aufgrund der COVID-19-Pandemie wurde das Finale 2020 in der Arena Lublin mit nur 3.500 Zuschauern ausgetragen.

## Die Endspiele im Überblick
| Saison                                     | Austragungsort               | Sieger                | Ergebnis             | Finalist              |
| ------------------------------------------ | ---------------------------- | --------------------- | -------------------- | --------------------- |
| 1926                                       | Krakau                       | Wisła Krakau          | 2:1                  | Sparta Lwów           |
| 1927 bis 1950 kein Wettbewerb ausgetragen. |                              |                       |                      |                       |
| 1950/51                                    | Warschau                     | Ruch Chorzów          | 2:0                  | Wisła Krakau          |
| 1951/52                                    | Warschau                     | Polonia Warschau      | 1:0                  | Legia Warschau II     |
| 1952/53 kein Wettbewerb ausgetragen.       |                              |                       |                      |                       |
| 1953/54                                    | Warschau, Breslau            | Gwardia Warschau      | 0:0 n. V. / 3:1 (WS) | Wisła Krakau          |
| 1954/55                                    | Warschau                     | Legia Warschau        | 5:0                  | Lechia Gdańsk         |
| 1955/56                                    | Warschau                     | Legia Warschau        | 3:0                  | Górnik Zabrze         |
| 1956/57                                    | Łódź                         | Łódzki KS             | 2:1                  | Górnik Zabrze         |
| 1957 bis 1961 kein Wettbewerb ausgetragen. |                              |                       |                      |                       |
| 1961/62                                    | Chorzów                      | Zagłębie Sosnowiec    | 2:1                  | Górnik Zabrze         |
| 1962/63                                    | Chorzów                      | Zagłębie Sosnowiec    | 2:0                  | Ruch Chorzów          |
| 1963/64                                    | Warschau                     | Legia Warschau        | 2:1 n. V.            | Polonia Bytom         |
| 1964/65                                    | Zielona Góra                 | Górnik Zabrze         | 4:0                  | Czarni Żagań          |
| 1965/66                                    | Posen                        | Legia Warschau        | 2:1 n. V.            | Górnik Zabrze         |
| 1966/67                                    | Kielce                       | Wisła Krakau          | 2:0 n. V.            | Raków Częstochowa     |
| 1967/68                                    | Chorzów                      | Górnik Zabrze         | 3:0                  | Ruch Chorzów          |
| 1968/69                                    | Łódź                         | Górnik Zabrze         | 2:0                  | Legia Warschau        |
| 1969/70                                    | Chorzów                      | Górnik Zabrze         | 3:1                  | Ruch Chorzów          |
| 1970/71                                    | Chorzów                      | Górnik Zabrze         | 3:1                  | Zagłębie Sosnowiec    |
| 1971/72                                    | Łódź                         | Górnik Zabrze         | 5:2                  | Legia Warschau        |
| 1972/73                                    | Posen                        | Legia Warschau        | 0:0 n. V.; 4:2 i. E. | Polonia Bytom         |
| 1973/74                                    | Warschau                     | Ruch Chorzów          | 2:0                  | Gwardia Warschau      |
| 1974/75                                    | Krakau                       | Stal Rzeszów          | 0:0 n. V.; 3:2 i. E. | ROW Rybnik II         |
| 1975/76                                    | Warschau                     | Śląsk Wrocław         | 2:0                  | FKS Stal Mielec       |
| 1976/77                                    | Chorzów                      | Zagłębie Sosnowiec    | 1:0                  | Polonia Bytom         |
| 1977/78                                    | Chorzów                      | Zagłębie Sosnowiec    | 2:0                  | Piast Gliwice         |
| 1978/79                                    | Lublin                       | Arka Gdynia           | 2:1                  | Wisła Krakau          |
| 1979/80                                    | Częstochowa                  | Legia Warschau        | 5:0                  | Lech Posen            |
| 1980/81                                    | Kalisz                       | Legia Warschau        | 1:0 n. V.            | Pogoń Stettin         |
| 1981/82                                    | Breslau                      | Lech Posen            | 1:0                  | Pogoń Stettin         |
| 1982/83                                    | Piotrków Trybunalski         | Lechia Gdańsk         | 2:1                  | Piast Gliwice         |
| 1983/84                                    | Warschau                     | Lech Posen            | 3:0                  | Wisła Krakau          |
| 1984/85                                    | Warschau                     | Widzew Łódź           | 0:0 n. V.; 3:1 i. E. | GKS Katowice          |
| 1985/86                                    | Chorzów                      | GKS Katowice          | 4:1                  | Górnik Zabrze         |
| 1986/87                                    | Opole                        | Śląsk Wrocław         | 0:0 n. V.; 4:3 i. E. | GKS Katowice          |
| 1987/88                                    | Łódź                         | Lech Posen            | 1:1 n. V.; 3:2 i. E. | Legia Warschau        |
| 1988/89                                    | Olsztyn                      | Legia Warschau        | 5:2                  | Jagiellonia Białystok |
| 1989/90                                    | Łódź                         | Legia Warschau        | 2:0                  | GKS Katowice          |
| 1990/91                                    | Piotrków Trybunalski         | GKS Katowice          | 1:0                  | Legia Warschau        |
| 1991/92                                    | Warschau                     | Miedź Legnica         | 1:1 n. V.; 4:3 i. E. | Górnik Zabrze         |
| 1992/93                                    | Chorzów                      | GKS Katowice          | 1:1 n. V.; 5:4 i. E. | Ruch Chorzów II       |
| 1993/94                                    | Warschau                     | Legia Warschau        | 2:0                  | ŁKS Łódź              |
| 1994/95                                    | Warschau                     | Legia Warschau        | 2:0                  | GKS Katowice          |
| 1995/96                                    | Warschau                     | Ruch Chorzów          | 1:0                  | GKS Bełchatów         |
| 1996/97                                    | Łódź                         | Legia Warschau        | 2:0                  | GKS Katowice          |
| 1997/98                                    | Posen                        | Amica Wronki          | 5:3 n. V.            | Aluminium Konin       |
| 1998/99                                    | Posen                        | Amica Wronki          | 1:0                  | GKS Bełchatów         |
| 1999/00                                    | Krakau, Wronki               | Amica Wronki          | 2:2; 3:0             | Wisła Krakau          |
| 2000/01                                    | Zabrze, Warschau             | Polonia Warschau      | 2:1; 2:2             | Górnik Zabrze         |
| 2001/02                                    | Wronki, Krakau               | Wisła Krakau          | 4:2; 4:0             | Amica Wronki          |
| 2002/03                                    | Krakau, Płock                | Wisła Krakau          | 0:1; 3:0             | Wisła Płock           |
| 2003/04                                    | Posen, Warschau              | Lech Posen            | 2:0; 0:1             | Legia Warschau        |
| 2004/05                                    | Grodzisk Wielkopolski, Lubin | Dyskobolia Grodzisk   | 2:0; 0:1             | Zagłębie Lubin        |
| 2005/06                                    | Lubin, Płock                 | Wisła Płock           | 3:2; 3:1             | Zagłębie Lubin        |
| 2006/07                                    | Bełchatów                    | Dyskobolia Grodzisk   | 2:0                  | Korona Kielce         |
| 2007/08                                    | Bełchatów                    | Legia Warschau        | 0:0 n. V.; 4:3 i. E. | Wisła Krakau          |
| 2008/09                                    | Chorzów                      | Lech Posen            | 1:0                  | Ruch Chorzów          |
| 2009/10                                    | Bydgoszcz                    | Jagiellonia Białystok | 1:0                  | Pogoń Stettin         |
| 2010/11                                    | Bydgoszcz                    | Legia Warschau        | 1:1 n. V.; 5:4 i. E. | Lech Posen            |
| 2011/12                                    | Kielce                       | Legia Warschau        | 3:0                  | Ruch Chorzów          |
| 2012/13                                    | Wrocław, Warschau            | Legia Warschau        | 2:0; 0:1             | Śląsk Wrocław         |
| 2013/14                                    | Warschau                     | Zawisza Bydgoszcz     | 0:0 n. V.; 6:5 i. E. | Zagłębie Lubin        |
| 2014/15                                    | Warschau                     | Legia Warschau        | 2:1                  | Lech Posen            |
| 2015/16                                    | Warschau                     | Legia Warschau        | 1:0                  | Lech Posen            |
| 2016/17                                    | Warschau                     | Arka Gdynia           | 2:1 n. V.            | Lech Posen            |
| 2017/18                                    | Warschau                     | Legia Warschau        | 2:1                  | Arka Gdynia           |
| 2018/19                                    | Warschau                     | Lechia Gdańsk         | 1:0                  | Jagiellonia Białystok |
| 2019/20                                    | Lublin                       | KS Cracovia           | 3:2 n. V.            | Lechia Gdańsk         |
| 2020/21                                    | Lublin                       | Raków Częstochowa     | 2:1                  | Arka Gdynia           |
| 2021/22                                    | Warschau                     | Raków Częstochowa     | 3:1                  | Lech Posen            |
| 2022/23                                    | Warschau                     | Legia Warschau        | 0:0 n. V.; 6:5 i. E. | Raków Częstochowa     |
| 2023/24                                    | Warschau                     | Wisła Krakau          | 2:1 n. V.            | Pogoń Stettin         |
| 2024/25                                    | Warschau                     | Legia Warschau        | 4:3                  | Pogoń Stettin         |

### Rangliste der Sieger und Finalisten
| Verein                | Siege | Jahr(e) | FT |
| --------------------- | ----- | --- | -- |
| Legia Warschau        | 21    | 1955, 1956, 1964, 1966, 1973, 1980, 1981, 1989, 1990, 1994, 1995, 1997, 2008, 2011, 2012, 2013, 2015, 2016, 2018, 2023, 2025 | 6  |
| Górnik Zabrze         | 6     | 1965, 1968, 1969, 1970, 1971, 1972                                                                                           | 7  |
| Wisła Krakau          | 5     | 1926, 1967, 2002, 2003, 2024                                                                                                 | 6  |
| Lech Posen            | 5     | 1982, 1984, 1988, 2004, 2009                                                                                                 | 6  |
| Zagłębie Sosnowiec    | 4     | 1962, 1963, 1977, 1978 | 1  |
| Ruch Chorzów          | 3     | 1951, 1974, 1996 | 6  |
| GKS Katowice          | 3     | 1986, 1991, 1993 | 5  |
| Amica Wronki          | 3     | 1998, 1999, 2000 | 1  |
| Raków Częstochowa     | 2     | 2021, 2022 | 2  |
| Lechia Gdańsk         | 2     | 1983, 2019 | 2  |
| Śląsk Wrocław         | 2     | 1976, 1987 | 1  |
| Polonia Warschau      | 2     | 1952, 2001 | –  |
| Arka Gdynia           | 2     | 1979, 2017 | 2  |
| Dyskobolia Grodzisk   | 2     | 2005, 2007 | –  |
| Jagiellonia Białystok | 1     | 2010 | 2  |
| Wisła Płock           | 1     | 2006 | 1  |
| Gwardia Warschau      | 1     | 1954 | 1  |
| ŁKS Łódź              | 1     | 1957 | 1  |
| Miedź Legnica         | 1     | 1992 | –  |
| Stal Rzeszów          | 1     | 1975 | –  |
| Widzew Łódź           | 1     | 1985 | –  |
| Zawisza Bydgoszcz     | 1     | 2014 | –  |
| KS Cracovia           | 1     | 2020 | –  |
| Pogoń Stettin         | –     | | 5  |
| Polonia Bytom         | –     | | 3  |
| Zagłębie Lubin        | –     | | 3  |
| GKS Bełchatów         | –     | | 2  |
| Piast Gliwice         | –     | | 2  |
| Czarni Żagań          | –     | | 1  |
| FKS Stal Mielec       | –     | | 1  |
| Korona Kielce         | –     | | 1  |
| Aluminium Konin       | –     | | 1  |
| ROW Rybnik            | –     | | 1  |
| Sparta Lwów           | –     | | 1  |